# Artykulator

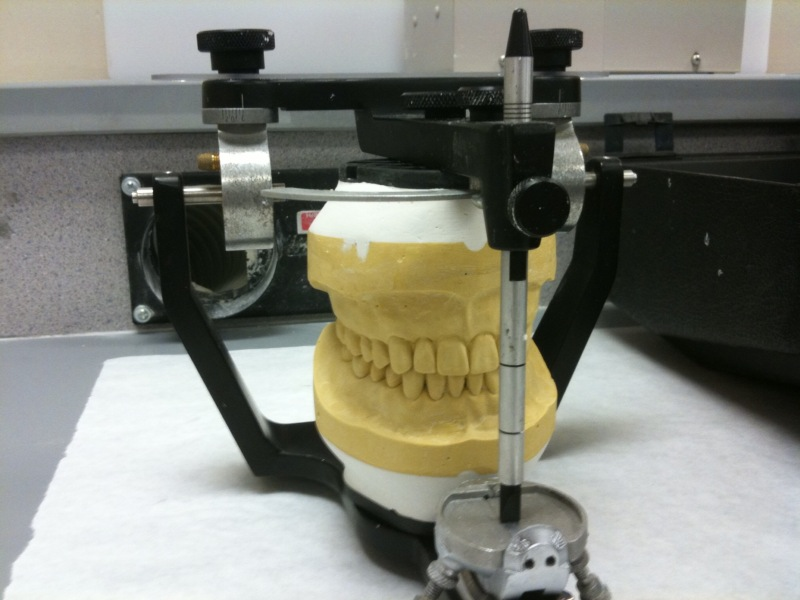
Artykulator z umieszczonym wewnątrz modelem

Artykulator – mechaniczne urządzenie używane w ortodoncji i chirurgii szczękowo-twarzowej, w którym są usytuowane gipsowe modele szczęk. Praca artykulatora służy do zmienienia położenia (fiksowania) gipsowej szczęki i żuchwy. Zadaniem artykulatora jest zobrazowanie specjalistom jak zmieni się układ szczęk i warunków zgryzowych pacjenta po zabiegu chirurgicznym.